# تابع فی اویلر

هزار مقدار اولیه

در نظریه اعداد تابع فی اویلر یا {\displaystyle \varphi (n)} تابعی است که تعداد اعداد طبیعی کوچکتر مساوی n که نسبت به n اول اند را می‌شمارد. اگر n یک عدد طبیعی مثبت باشد، آنگاه {\displaystyle \varphi (n)} برابر است با تعداد اعداد طبیعی k در بازه ۱ تا n به‌طوری‌که بزرگترین مقسوم‌علیه مشترک (ب.م.م) n و k برابر ۱ باشد.
تابع فی اویلر یک تابع ضربی است، بدین معنی که اگر دو عدد m و n نسبت به هم اول باشند آنگاه {\displaystyle \varphi (mn)=\varphi (m)\varphi (n)}.
برای مثلاً (۹)φ برابر ۶ است. زیرا اعداد ۱، ۲، ۴، ۵، ۷ و ۸ نسبت به ۹ اول هستند.
تابع فی اویلر نقش کلیدی در تعریف سیستم رمزنگاری RSA دارد.

## تاریخچه و نمادگذاری
لئونارد اولر این تابع را در سال ۱۷۶۳ معرفی کرد. در آن زمان او هنوز نماد خاصی برای این تابع تعیین نکرده بود. بعدها لئونارد اویلر با مطالعه بیشتر تابع فی، حرف یونانی π را برای آن برگزید. نماد استاندارد φ بعدها توسط گاوس استفاده شده‌است.

## محاسبه مقدار تابع فی
چندین راه برای محاسبه این فرمول وجود دارد.

### فرمول ضرب اویلر
این تابع بیان می‌کند که
{\displaystyle \varphi (n)=n\prod _{p\mid n}\left(1-{\frac {1}{p}}\right)}
که در آن {\displaystyle p} یک عدد اول است به‌طوری‌که {\displaystyle n} بر {\displaystyle p} بخش پذیر است.

### تبدیل فوریه
مقدار تابع فی برابر است با مقدار تبدیل فوریه گسسته ب.م.م در ۱:
{\displaystyle {\begin{aligned}{\mathcal {F}}\left\{\mathbf {x} \right\}[m]&=\sum \limits _{k=1}^{n}x_{k}\cdot e^{{-2\pi i}{\frac {mk}{n}}},\mathbf {x} =\left\{\gcd(k,n)\right\}\quad {\text{for}}\,k\in \left\{1\dots n\right\}\\\varphi (n)&={\mathcal {F}}\left\{\mathbf {x} \right\}[1]=\sum \limits _{k=1}^{n}\gcd(k,n)e^{{-2\pi i}{\frac {k}{n}}}.\end{aligned}}}
مقدار حقیقی این فرمول برابر است با:
{\displaystyle \varphi (n)=\sum \limits _{k=1}^{n}\gcd(k,n)\cos {2\pi {\frac {k}{n}}}.}
توجه کنید که برخلاف دو فرمول دیگر در این فرمول نیازی به دانستن عوامل اول n نیست. اما چون فرمول شامل محاسبه ب.م.م n و همه اعداد مثبت کمتر از n است در نهایت به تجزیه n نیاز خواهیم داشت.

### جمع مقسوم علیه‌ها
فرمول کلاسیک اویلر
{\displaystyle \sum _{d\mid n}\varphi (d)=n,}
این فرمول به روش‌های مختلف قابل اثبات است.

### تابع زتای ریمان
برای n>1 می‌توان تابع فی را به عنوان یک حد تابع زتای ریمان محاسبه کرد
{\displaystyle \varphi (n)=n\lim \limits _{s\rightarrow 1}\zeta (s)\sum \limits _{d|n}\mu (d)(e^{1/d})^{(s-1)}}
که در این فرمول
{\displaystyle \zeta (s)}
تابع زتای ریمان است،
{\displaystyle \mu }
تابع موبیوس است،
{\displaystyle e}
عدد نپر است،
و d مقسوم علیه است.

## چند مقدار تابع
۹۹ مقدار اولیه این تابع در جدول و نمودار زیر قابل مشاهده است.
| {\displaystyle \varphi (n)} | +۰ | +۱ | +۲ | +۳ | +۴ | +۵ | +۶ | +۷ | +۸ | +۹ |
| --------------------------- | -- | -- | -- | -- | -- | -- | -- | -- | -- | -- |
| ۰+                          |    | ۱  | ۱  | ۲  | ۲  | ۴  | ۲  | ۶  | ۴  | ۶  |
| ۱۰+                         | ۴  | ۱۰ | ۴  | ۱۲ | ۶  | ۸  | ۸  | ۱۶ | ۶  | ۱۸ |
| ۲۰+                         | ۸  | ۱۲ | ۱۰ | ۲۲ | ۸  | ۲۰ | ۱۲ | ۱۸ | ۱۲ | ۲۸ |
| ۳۰+                         | ۸  | ۳۰ | ۱۶ | ۲۰ | ۱۶ | ۲۴ | ۱۲ | ۳۶ | ۱۸ | ۲۴ |
| ۴۰+                         | ۱۶ | ۴۰ | ۱۲ | ۴۲ | ۲۰ | ۲۴ | ۲۲ | ۴۶ | ۱۶ | ۴۲ |
| ۵۰+                         | ۲۰ | ۳۲ | ۲۴ | ۵۲ | ۱۸ | ۴۰ | ۲۴ | ۳۶ | ۲۸ | ۵۸ |
| ۶۰+                         | ۱۶ | ۶۰ | ۳۰ | ۳۶ | ۳۲ | ۴۸ | ۲۰ | ۶۶ | ۳۲ | ۴۴ |
| ۷۰+                         | ۲۴ | ۷۰ | ۲۴ | ۷۲ | ۳۶ | ۴۰ | ۳۶ | ۶۰ | ۲۴ | ۷۸ |
| ۸۰+                         | ۳۲ | ۵۴ | ۴۰ | ۸۲ | ۲۴ | ۶۴ | ۴۲ | ۵۶ | ۴۰ | ۸۸ |
| ۹۰+                         | ۲۴ | ۷۲ | ۴۴ | ۶۰ | ۴۶ | ۷۲ | ۳۲ | ۹۶ | ۴۲ | ۶۰ |

Graph of the first 100 values

خط y = n-1 یک کران بالا برای تابع است و زمانی رخ می‌دهد که n اول باشد.

## قضیه اویلر
بیان می‌کند: اگر n و a نسبت به هم اول باشند آنگاه
{\displaystyle a^{\varphi (n)}\equiv 1\mod n.\,}
در حالت خاصی که n عدد اول باشد این قضیه به قضیه کوچک فرما معروف است.
این قضیه از قضیه لاگرانژ نتیجه می‌شود.
سیستم رمزنگاری RSA بر روی همین قضیه بنا شده است: بیان می‌کنید که معکوس تابع {\displaystyle a\mapsto a^{d}\mod n} در واقع همان تابع {\displaystyle b\mapsto b^{e}\mod n} است که e معکوس ضربی d به پیمانه {\displaystyle \varphi (n)} است.

## دیگر فرمول‌های مرتبط باφ(n){\displaystyle \varphi (n)}
- {\displaystyle a\mid b} → {\displaystyle \varphi (a)\mid \varphi (b).}
- {\displaystyle n\mid \varphi (a^{n}-1)} (a, n> 1)
- {\displaystyle \varphi (mn)=\varphi (m)\varphi (n)\cdot {\frac {d}{\varphi (d)}}} d = gcd(m, n).
- {\displaystyle \varphi (2m)={\begin{cases}2\varphi (m)&{\text{ if }}m{\text{ is even}}\\\varphi (m)&{\text{ if }}m{\text{ is odd}}\end{cases}}}
- {\displaystyle \;\varphi \left(n^{m}\right)=n^{m-1}\varphi (n).}
- {\displaystyle \varphi (\mathrm {lcm} (m,n))\cdot \varphi (\mathrm {gcd} (m,n))=\varphi (m)\cdot \varphi (n).}
- {\displaystyle \sum _{d\mid n}{\frac {\mu ^{2}(d)}{\varphi (d)}}={\frac {n}{\varphi (n)}}}
- {\displaystyle \sum _{1\leq k\leq n \atop (k,n)=1}\!\!k={\frac {1}{2}}n\varphi (n){\text{ for }}n>1}
- {\displaystyle \sum _{k=1}^{n}\varphi (k)={\frac {1}{2}}\left(1+\sum _{k=1}^{n}\mu (k)\left\lfloor {\frac {n}{k}}\right\rfloor ^{2}\right)}
- {\displaystyle \sum _{k=1}^{n}{\frac {\varphi (k)}{k}}=\sum _{k=1}^{n}{\frac {\mu (k)}{k}}\left\lfloor {\frac {n}{k}}\right\rfloor ={\frac {6}{\pi ^{2}}}n+{\mathcal {O}}\left((\log n)^{2/3}(\log \log n)^{4/3}\right)}
- {\displaystyle \sum _{k=1}^{n}{\frac {k}{\varphi (k)}}={\frac {315\zeta (3)}{2\pi ^{4}}}n-{\frac {\log n}{2}}+{\mathcal {O}}\left((\log n)^{2/3}\right)}

### نسبت طلایی
اشنایدر دو رابطه پیدا کرد که نسبت طلایی و تابع فی و تابع موبیوس را به هم مرتبط می‌کرد.
در فرمول‌های زیر {\displaystyle \phi ={\frac {1+{\sqrt {5}}}{2}}=1.618\dots } نسبت طلایی است.
این روابط به صورت زیر هستند:
{\displaystyle \phi =-\sum _{k=1}^{\infty }{\frac {\varphi (k)}{k}}\log \left(1-{\frac {1}{\phi ^{k}}}\right)}
و
{\displaystyle {\frac {1}{\phi }}=-\sum _{k=1}^{\infty }{\frac {\mu (k)}{k}}\log \left(1-{\frac {1}{\phi ^{k}}}\right).}
از کم کردن این دو نتیجه می‌شود
{\displaystyle \sum _{k=1}^{\infty }{\frac {\mu (k)-\varphi (k)}{k}}\log \left(1-{\frac {1}{\phi ^{k}}}\right)=1.}
با اعمال تابع نمایی به هر دو طرف رابطه به یک رابطه برای عدد نپر می‌رسیم
{\displaystyle e=\prod _{k=1}^{\infty }\left(1-{\frac {1}{\phi ^{k}}}\right)^{\frac {\mu (k)-\varphi (k)}{k}}.}
اثبات بر پایه دو فرمول زیر است:
{\displaystyle \sum _{k=1}^{\infty }{\frac {\varphi (k)}{k}}(-\log(1-x^{k}))={\frac {x}{1-x}}} and {\displaystyle \sum _{k=1}^{\infty }{\frac {\mu (k)}{k}}(-\log(1-x^{k}))=x,}

## توابع مولد
سری دیریکله برای تابع فی را می‌توان بر حسب جملات تابع زتای ریمان به صورت زیر نوشت
{\displaystyle \sum _{n=1}^{\infty }{\frac {\varphi (n)}{n^{s}}}={\frac {\zeta (s-1)}{\zeta (s)}}.})
همچنین تابع مولد سری لامبرت به صورت زیر است
{\displaystyle \sum _{n=1}^{\infty }{\frac {\varphi (n)q^{n}}{1-q^{n}}}={\frac {q}{(1-q)^{2}}}}
که در ان اندازه q کمتر از ۱ است.
هر دو روابط بالا با استفاده ضرب سری‌های پایه و با استفاده از فرمول‌های محاسبه تابع فی قابل اثبات هستند.

## نسبت دو جمله متوالی
در سال ۱۹۵۰ سومایاجولو اثبات کرد
{\displaystyle \lim \inf {\frac {\varphi (n+1)}{\varphi (n)}}=0}
و
{\displaystyle \lim \sup {\frac {\varphi (n+1)}{\varphi (n)}}=\infty .}

## کاربرد

### رمزنگاری RSA
در سیستم RSA ابتدا دو عدد اول بزرگ p و q را انتخاب می‌کنیم. سپس مقادیر n=pq و k={\displaystyle \varphi (n)} را محاسبه می‌کنیم؛ و دوعدد e و d را پیدا می‌کنیم به‌طوری‌که ed به پیمانه k برابر ۱ باشد. n و e به عنوان کلید عمومی اعلان می‌شوند و n و d به عنوان کلید خصوصی مخفی نگاه داشته می‌شود.
یک پیام مانند عدد مثبت m به صورت S = me mod n رمزگذاری می‌شود.
برای رمزگشایی مقدار t = Sd mod n محاسبه می‌شود. قضیه اویلر نشان می‌دهد که اگر t کمتر از n باشد آنگاه t=m.
سیستم RSA به خطر خواهد افتاد اگر بتوانیم عدد n را تجزیه کنیم یا بتوانیم مقدار تابع فی را بدون تجزیه n بدست بیاوریم.

## مسئله‌های حل نشده

### حدس لیمر
اگر p اول باشد آنگاه {\displaystyle \varphi (p)=p-1}. لیمر در سال ۱۹۳۲ سؤال زیر را مطرح کرد:
آیا عدد مرکب n وجود دارد به‌طوری‌که {\displaystyle \varphi (n)|n-1}؟
در سال ۱۹۳۳ لیمر اثبات کرد که اگر n وجود داشته باشد آنگاه حتماً باید فرد باشد و باید حداقل ۷ عامل اول داشته باشد. در سال ۱۹۸۰ کوهن و هاگیس اثبات کردند که n>1020 و باید حداقل ۱۴ عامل اول داشته باشد. بعدها هاگیس نشان داد که اگر n بر ۳ بخش پذیر باشد آنگاه n>101937042 و باید حداقل ۲۹۸۸۴۷ عامل اول داشته باشد.

### حدس کارمایکل
حدس: هیچ عددی مانند n وجود ندارد به‌طوری‌که برای هر عدد دیگر مانند m داشته باشیم {\displaystyle \varphi (n)!=\varphi (m)}.
اگر یک مثال نقض برای این گزاره پیدا شود آنگاه می‌توان نشان داد که بی‌نهایت مثال نقض برای این گزاره وجود دارد.
می‌توان نشان داد که کوچکترین مثال نقض برای این گزاره در مبنای ۱۰ بیش از ۱۰ میلیارد رقم دارد.